# Canada Open 1984
Il Canada Open 1984 è stato un torneo di tennis giocato sul cemento.
È stata la 94ª edizione del Canada Open, che fa parte del Volvo Grand Prix 1984 e del Virginia Slims World Championship Series 1984. 
Il torneo femminile si è giocato al Uniprix Stadium di Montréal in Canada dal 20 al 26 agosto 1984, 
quello maschile al Rexall Centre di Toronto in Canada dal 13 al 19 agosto 1984.

## Campioni

### Singolare maschile
John McEnroe ha battuto in finale  Vitas Gerulaitis con il punteggio di 6–0, 6–3.

### Singolare femminile
Chris Evert ha battuto in finale  Alycia Moulton con il punteggio di 6–2, 7–6.

### Doppio maschile
Peter Fleming /  John McEnroe hanno battuto in finale  John Fitzgerald /  Kim Warwick con il punteggio di 6–4, 6–2.

### Doppio femminile
Kathy Jordan /  Elizabeth Smylie hanno battuto in finale  Claudia Kohde Kilsch /  Hana Mandlíková con il punteggio di 6–1, 6–2.